# Ali Dia
Aly Dia, né le 20 août 1965, souvent appelé Ali Dia, est un ancien footballeur sénégalais qui a joué comme attaquant. 
En novembre 1996, Dia convainc Graeme Souness, alors manager du club de Southampton, qu'il est le cousin du joueur mondial de la FIFA de l'année et vainqueur du Ballon d'or George Weah, ce qui le conduit à signer un contrat d'un mois avec Southampton quelques jours plus tard. Dia ne dispute qu'un seul match au cours de sa courte période au club. Il entre en jeu dans un match de championnat, mais est ensuite remplacé. Il est ensuite renvoyé, 14 jours après le début de son contrat.

## Biographie

### Carrière
Après une carrière de joueur à de faibles niveaux en France et en Allemagne, et ayant déjà échoué à des essais à Gillingham, Bournemouth,  et Rotherham United, jouant une fois dans un match de réserve pour ce dernier, Dia rejoint le club des Blyth Spartans, où il ne fait qu'une seule apparition en tant que remplaçant le 9 novembre 1996 lors d'un match de Northern Premier League contre Boston United[réf. nécessaire].
Quelques jours plus tard, Dia est engagé par le manager de Southampton Graeme Souness, après que Souness a reçu un appel téléphonique prétendant provenir de l'international libérien et joueur mondial de l'année de la FIFA George Weah. « Weah » affirme à Souness que Dia est son cousin et a joué pour le Paris Saint-Germain ainsi que 13 fois pour son pays et qu'il devrait lui donner une chance à Southampton. Rien de tout cela n'est vrai : l'appel téléphonique à Souness est un canular.  Souness est cependant convaincu et Dia signe un contrat d'un mois. Cependant, l'identité de la personne ayant passé l'appel reste contestée. Certaines sources affirment qu'il s'agissait d'un ami étudiant de Dia à l'université, tandis que certains disent qu'il s'agissait de l'agent de Dia, et il est également possible que Dia lui-même ait passé l'appel. Il fut plus tard découvert que Dia avait tenté le même appel au club de Gillingham, qui lui avait offert un essai, annulé par le manager Tony Pulis. Harry Redknapp, alors directeur de West Ham United, reçut aussi le même appel mais le rejeta. Un rapport de 2015 du Bleacher Report déclare que Dia avait également réussi à utiliser la même ruse pour les clubs FinnPa et VfB Lübeck. Il quitte également les deux clubs en raison de mauvaises performances de jeu. 
Dia ne dispute qu'un seul match pour Southampton, portant le maillot numéro 33 contre Leeds United le 23 novembre 1996. Il devait initialement jouer dans une équipe de réserve amicale contre Arsenal, mais le match est annulé en raison d'un terrain gorgé d'eau. Lors du match contre Leeds, il remplace Matt Le Tissier blessé après 32 minutes, mais est ensuite lui-même remplacé (par Ken Monkou) à la 85e minute. Leeds remporte finalement le match 2 à 0. Le Tissier déclare : « Il a couru sur le terrain comme Bambi sur la glace ; c'était très embarrassant à regarder. » ,,
Dia est renvoyé par Southampton deux semaines après le début de son contrat. Après son renvoi, il joue à nouveau avec Port Vale, marquant deux fois dans un match de réserve contre Sunderland. Après qu'aucune offre de Vale n'a suivi, il joue brièvement pour l'équipe de cinquième division Gateshead, avant de partir en février 1997. Dia dispute huit matchs pour l'équipe du Nord-Est, notamment en marquant lors de ses débuts lors d'une victoire 5 à 0 contre Bath City. Un jour après ses débuts à Gateshead, son canular autour de George Weah est révélé dans les médias nationaux.
S'adressant au Gateshead Post après que l'histoire a éclaté, Dia rit des allégations et déclare qu'il a récemment marqué pour le Sénégal lors d'une victoire 3 à 1 en qualifications pour la Coupe du monde 1998 contre la Guinée. Cependant, cette affirmation est fausse car le Sénégal avait déjà été éliminé au premier tour des éliminatoires. Dia déclare : 

« J'ai été dépeint comme un escroc et un mauvais joueur, mais je ne suis ni l'un ni l'autre et j'ai l'intention de prouver que les gens ont tort. Évidemment, je suis déçu de ne pas être arrivé en Premiership, mais j'ai confiance en mes propres capacités et ma seule préoccupation maintenant est Gateshead. Mon contrat est juste jusqu'à la fin de la saison. Mais si tout se passe bien, qui sait, je pourrais rester plus longtemps. »

Dans la courte période de temps entre son arrivée chez les Saints de Southampton et son départ pour Gateshead, il gagne 3 500 £ de frais de signature. Souness admet plus tard que Southampton avait payé à Dia environ 2 000 £ pour ses 14 jours au club, tandis que Dia avait reçu des frais de signature de 1 500 £ à Gateshead. Dia est finalement transféré sur la liste de Gateshead après une période de mauvaise forme. Après avoir quitté Gateshead, il fait un bref passage à Spennymoor United.

## Vie privée
Dia étudie le commerce à l'université de Northumbria à Newcastle et obtient son diplôme en 2001.  Il obtient une maîtrise en administration des affaires de l'université d'État de San Francisco en 2003. Après avoir terminé ses études, Dia travaille dans le secteur des affaires au Qatar. En 2016, Bleacher Report retrouve Dia, révélant qu'il vit à Londres mais tente de retourner au Qatar. Il leur déclare que l'histoire de Southampton était « blessante » pour lui et sa famille mais insiste sur le fait qu'il n'était pas un menteur et qu'il s'était bien entraîné avec les Saints pendant un mois et demi, où il avait impressionné avant de faire ses débuts, malgré les enquêtes précédentes selon lesquelles il avait passé moins d'une semaine avec Southampton avant de faire ses tristement célèbres débuts. 
Il a un fils nommé Simon, joueur de football en Thaïlande pour le club d'Ayutthaya United.

## Héritage
Dia figure régulièrement dans des listes de mauvais joueurs ou de mauvais transferts,. Il est nommé au numéro 1 dans la liste des « 50 pires footballeurs » dans le journal The Times et sur le classement d'ESPN des 50 pires transferts de l'histoire de la Premier League. Le journal Ouest-France, ainsi que BFM TV et RMC Sport, le qualifient de « pire joueur de l'histoire de la Premier League »,. 